# Mónica Bardem
Mónica María Encinas Bardem (ur. 4 maja 1964 w Madrycie) – hiszpańska aktorka. Jest córką Pilar Bardem. Zarządza dwiema restauracjami w Madrycie.

## Filmografia
| Rok  | Tytuł                 | Rola                    |
| ---- | --------------------- | ----------------------- |
| 1993 | Kika                  | Paca                    |
| 1995 | Cuernos de mujer      | sprzedawczyni w sklepie |
| 1996 | Más que amor, frenesí | dziewczyna              |
| 1997 | Planeta extraño       | porwana                 |
| 1998 | Resultado final       | robotnica               |